# Església de Sant Joan Baptista (el Mas de les Mates)
L'església de Sant Joan Baptista (en castellà San Juan Bautista) del Mas de les Mates (Baix Aragó) és una església barroca protegia com a bé d'interès cultural.
És una construcció barroca del segle xviii, de tres naus (la central més gran) amb un creuer que no es marca en planta, i capçalera recta. Durant la guerra civil fou molt destruïda i va haver de ser reconstruïda tota excepte la portada i el campanar.
La nau central és coberta amb volta de canó amb llunetes, i les laterals amb voltes d'aresta i de creuer, amb una gran cúpula semiesfèrica sobre un tambor. L'interior és ample, diàfan i lluminós.
La portada destaca a la façana occidental, als peus, i s'articula en dos cossos. A l'inferior hi ha l'entrada amb arc de mig punt, flanquejat per un parell d'estípits i un altre de columnes salomòniques sobre plints, que sostenen un entaulament sobre el que s'aixeca el cos superior, que té al centre una fornícula, també flanquejada per columnes.
El campanar, esvelt, es troba a l'angle nord-est. Comença quadrat i de carreus i passa a vuitavat i de maons, amb diferents motius barrocs.